# پاپیولرن
پاپیولرن (به انگلیسی: Popularne) یک برند سیگار ایجاد شده در لهستان است؛ مالک فعلی این برند Panstwowe Zaklady Przemyslu است.
تولید سیگارهای این برند از سال ۱۹۹۶ متوقف شده‌است.